# 宁华路街道
宁华路街道，是中华人民共和国宁夏回族自治区銀川市西夏区下辖的一个乡镇级行政单位。

## 行政区划
宁华路街道下辖以下地区：
宁华园社区、园林社区、平吉堡社区、农垦建社区、兴磷社区和宁朔南路社区。